# Alfred Herman
Alfred Herman, né le 15 juillet 1922 à Tirlemont, décédé le 13 février 2018 à Lutry, est un pharmacien, écrivain et poète vaudois.

## Biographie
Alfred Herman, pharmacien depuis 1947, écrit dès l'âge de 16 ans des poèmes et des nouvelles. Poussé par des amis, par des poètes, il publie son premier recueil Cascades en 1961.
Établi en Suisse, à Pully dès 1970, Alfred Herman écrit essentiellement des recueils de poèmes, dont une quinzaine sont publiés. Il reçoit de nombreuses distinctions, parmi celles-ci, la Médaille d'Argent avec mention de l'Académie internationale de Lutèce 1997 pour L'aube se lève. 

## Sources
- « Alfred Herman », sur la base de données des personnalités vaudoises sur la plateforme « Patrinum » de la Bibliothèque cantonale et universitaire de Lausanne.
- Journal de Pully, 1988/11/11
- Académie européenne des arts